# カテナヌオーヴァ
カテナヌオーヴァ（イタリア語: Catenanuova）は、イタリア共和国シチリア州エンナ県にある、人口約4,700人の基礎自治体（コムーネ）。

## 地理

### 位置・広がり

#### 隣接コムーネ
隣接するコムーネは以下の通り。括弧内のCTはカターニア県所属を示す。
- アジーラ
- カステル・ディ・ユーディカ (CT)
- チェントゥーリペ
- レガルブート